# Campionati mondiali di sollevamento pesi 2021 - 81 kg femminile
Le gare di sollevamento pesi della categoria fino a 81 kg femminile — pesi massimi primi — dei campionati mondiali del 2021 si sono svolte il 15 dicembre 2021 a Tashkent presso l'Uzbekistan Sport Complex.

## Programma
L'orario indicato corrisponde a quello uzbeko (UTC+05:00)
| Data             | Orario | Evento   |
| ---------------- | ------ | -------- |
| 15 dicembre 2021 | 16:00  | Gruppo A |

## Medagliate
Per ciascun esercizio, le prime tre classificate sono le seguenti:
| Esercizio | Oro            | Oro    | Argento       | Argento | Bronzo            | Bronzo |
| --------- | -------------- | ------ | ------------- | ------- | ----------------- | ------ |
| Strappo   | Alina Maruščak | 113 kg | Kim I-seul    | 108 kg  | Eileen Cikamatana | 108 kg |
| Slancio   | Alina Maruščak | 135 kg | Valeria Rivas | 134 kg  | Dayana Chirinos   | 134 kg |
| Totale    | Alina Maruščak | 248 kg | Valeria Rivas | 239 kg  | Kim I-seul        | 238 kg |

## Record
Prima di questa competizione, i record mondiali esistenti erano i seguenti:
| Record mondiale | Strappo | Mondiale standard | 127 kg | — | 1º novembre 2018 |
| Record mondiale | Slancio | Mondiale standard | 158 kg | — | 1º novembre 2018 |
| Record mondiale | Totale  | Mondiale standard | 283 kg | — | 1º novembre 2018 |

## Risultati
| Pos. | Atleta                        | Gr. | Peso atleta | Strappo (kg) | Strappo (kg) | Strappo (kg) | Strappo (kg) | Slancio (kg) | Slancio (kg) | Slancio (kg) | Slancio (kg) | Totale   |
| Pos. | Atleta                        | Gr. | Peso atleta | 1            | 2            | 3            | Pos.         | 1            | 2            | 3            | Pos.         | Totale   |
| ---- | ----------------------------- | --- | ----------- | ------------ | ------------ | ------------ | ------------ | ------------ | ------------ | ------------ | ------------ | -------- |
|      | Alina Maruščak (UKR)          | A   | 81.00       | 108          | 111          | 113          |              | 131          | 135          | 139          |              | 248      |
|      | Valeria Rivas (COL)           | A   | 80.90       | 105          | 109          | 109          | 4            | 130          | 134          | 136          |              | 239      |
|      | Kim I-seul (KOR)              | A   | 76.70       | 105          | 108          | 112          |              | 130          | 130          | 135          | 4            | 238      |
| 4    | Dayana Chirinos (VEN)         | A   | 80.70       | 102          | 106          | 106          | 6            | 131          | 134          | 137          |              | 236      |
| 5    | Tat'ev Hakobyan (ARM)         | A   | 80.60       | 105          | 105          | 105          | 5            | 125          | 134          | 135          | 5            | 230      |
| 6    | Elham Hosseini (IRI)          | A   | 80.10       | 91           | 96           | 98           | 8            | 116          | 125          | 125          | 6            | 223      |
| 7    | Anna Van Bellinghen (BEL)     | A   | 80.60       | 97           | 100          | 102          | 7            | 116          | 120          | 123          | 7            | 222      |
| 8    | Aýsoltan Toýçyýewa (TKM)      | A   | 80.10       | 90           | 92           | 93           | 10           | 111          | 114          | 116          | 8            | 209      |
| 9    | Nikola Seničová (SVK)         | A   | 80.80       | 88           | 93           | 97           | 9            | 108          | 113          | 117          | 9            | 206      |
| —    | Eileen Cikamatana (AUS)       | A   | 80.70       | 108          | 108          | 108          |              | 141          | 141          | 141          | —            | —        |
| —    | Bilegsaigkhan Erdenebat (MGL) | A   | ritirata    | ritirata     | ritirata     | ritirata     | ritirata     | ritirata     | ritirata     | ritirata     | ritirata     | ritirata |